# Mauricio en los Juegos Mundiales de Breslavia 2017
Mauricio fue uno de los 102 países que participaron en los Juegos Mundiales de 2017 celebrados en la ciudad de Breslavia, Polonia.
La delegación de Mauricio estuvo compuesta por tres atletas, quienes compitieron en cinco disciplinas de dos deportes.
Mauricio no logró ganar ninguna medalla en el evento.

## Ju-Jitsu
| Masculino           |               |                      |                |                      |                |                |                |                |                |                |                |                |
| Rayan Krishna Proag | Combate 69 kg | # Pavel Korzhavykh   | 0:40           | # Tim Toplak         | 0:14           | Eliminado      | Eliminado      | Eliminado      | Eliminado      | Eliminado      | Eliminado      | Eliminado      |
| Rayan Krishna Proag | 69 kg Na Waza | No se presentó       | No se presentó | No se presentó       | No se presentó | No se presentó | No se presentó | No se presentó | No se presentó | No se presentó | No se presentó | No se presentó |
| Jonathan Charlot    | 77 kg Ne-Waza | # Maciej Kozak       | 0:100          | # Mohamed Al Qubaisi | 0:0            | Eliminado      | Eliminado      | Eliminado      | Eliminado      | Eliminado      | Eliminado      | Eliminado      |
| Jonathan Charlot    | Combate 77 kg | # Percy Kunsa Bi Aku | 6:9            | # Frederik Widgren   | 1:16           | Eliminado      | Eliminado      | Eliminado      | Eliminado      | Eliminado      | Eliminado      | Eliminado      |

## Kickboxing
| Masculino      |       |              |     |           |           |           |           |           |           |           |
| Veejaye Agathe | 81 kg | # Omari Boyd | 3:0 | eliminado | eliminado | eliminado | eliminado | eliminado | eliminado | eliminado |